# Tin Hinan

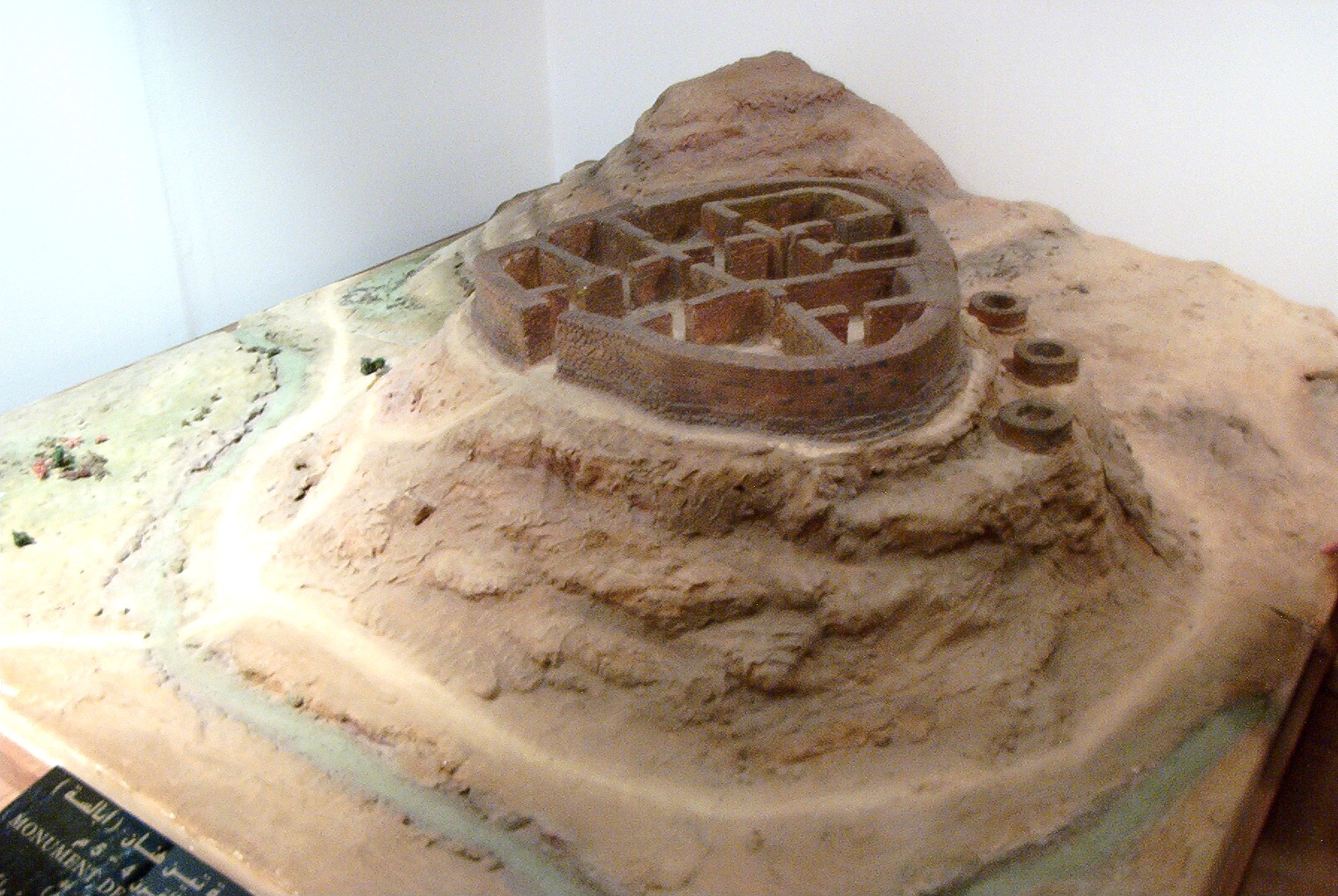
Tin Hinans grav.

Tin Hinan, cirka år 400, var en legendarisk kvinnlig hövding, som regerade över en tuaregisk nomadstam i Sahara i nuvarande Algeriet. 
Enligt legenden var hon en prinsessa som drivits ut i öknen från sin egen stam med en karavan av sina anhängare, och till slut funnit fruktbara partier bland ökenklipporna i Sahara, där de slagit sig ned, och där hon genom sina döttrar blivit förmoder till tueregerna i Ahaggar.
Hennes grav har återfunnits i Abalessa-oasen i Algeriet. Analyser av gravgåvor och träpartier daterar den till 300- eller 400-talet.